# جيمس هوستون توماس
جيمس هوستون توماس (بالإنجليزية: James Houston Thomas)‏ هو محامي وسياسي أمريكي، ولد في 22 سبتمبر 1808 في مقاطعة آيرديل في الولايات المتحدة، وتوفي في 4 أغسطس 1876 في فايتيفيل في الولايات المتحدة. حزبياً، نشط في الحزب الديمقراطي. وقد انتخب عضو مجلس النواب الأمريكي.